# 2009年全日本綜合羽毛球錦標賽
2009年全日本綜合羽毛球錦標賽（日語：平成21年度全日本総合バドミントン選手権大会），為第63屆全日本綜合羽毛球錦標賽，是日本國內最高級別的羽毛球比賽。本屆賽事於2009年12月1日-6日在日本東京都国立代代木競技場第二体育館舉行。

## 項目獎牌榜
以下為各項目的優勝者及其所屬團體名單：
| 項目     | 金牌                                       | 银牌                                          | 铜牌                                 |
| 男子單打 | 田兒賢一（NTT東日本）                      | 佐佐木翔（Tonami運輸）                        | 山田和司（日本UNISYS）               |
| 男子單打 | 田兒賢一（NTT東日本）                      | 佐佐木翔（Tonami運輸）                        | 佐藤翔治（NTT東日本）                |
| 女子單打 | 廣瀨榮理子（三洋電機）                     | 平山優（日本UNISYS）                          | 松友美佐紀（聖ウルスラ学院英智高校） |
| 女子單打 | 廣瀨榮理子（三洋電機）                     | 平山優（日本UNISYS）                          | 後藤愛（NTT東日本）                  |
| 男子雙打 | 平田典靖 橋本博且（Tonami運輸）            | 數野健太 早川賢一（日本UNISYS）               | 佐藤翔治 川前直樹（NTT東日本）       |
| 男子雙打 | 平田典靖 橋本博且（Tonami運輸）            | 數野健太 早川賢一（日本UNISYS）               | 廣部好輝 小宮山元（日本UNISYS）      |
| 女子雙打 | 松尾靜香 内藤真實（三洋電機）              | 末綱聰子 前田美順（NEC SKY）                  | 藤井瑞希 垣岩令佳（NEC SKY）         |
| 女子雙打 | 松尾靜香 内藤真實（三洋電機）              | 末綱聰子 前田美順（NEC SKY）                  | 赤尾亞希 今別府靖代（日本UNISYS）    |
| 混合雙打 | 平田典靖（Tonami運輸） 前田美順（NEC SKY） | 池田信太郎（日本UNISYS） 潮田玲子（三洋電機） | 川前直樹 田井美幸（NTT東日本）       |
| 混合雙打 | 平田典靖（Tonami運輸） 前田美順（NEC SKY） | 池田信太郎（日本UNISYS） 潮田玲子（三洋電機） | 廣部好輝 金森裕子（日本UNISYS）      |